# Helmut Thumm (General)
Helmut Thumm (* 25. August 1895 in Ravensburg; †  13. Juli 1977 in Welzheim) war ein deutscher Offizier, zuletzt General der Infanterie im Zweiten Weltkrieg.

## Leben
Thumm trat als Freiwilliger am 8. August 1914 in das Infanterie-Regiment Nr. 125 (Württembergisches Nr. 7) ein. Er wurde dort am 2. August 1915 zum Leutnant (mit Patent vom 26. Dezember 1914) und später zum Oberleutnant befördert. Den gesamten Ersten Weltkrieg erlebte Thumm als Frontoffizier. Nach der deutschen Niederlage wurde er in die Reichswehr übernommen. Dort war Thumm in verschiedenen Dienststellungen tätig, u. a. als Kompaniechef der 12. MG-Kompanie des Württembergischen Infanterie-Regiments 13. Am 1. März 1930 wurde Thumm zum Hauptmann befördert. In der neu entstandenen Wehrmacht wurde er zum Major und am 1. Oktober 1938 zum Oberstleutnant befördert. Er führte  das I. Bataillon des Infanterie-Regiments 75 der 5. Infanterie-Division in Stuttgart.
Den Beginn des Zweiten Weltkrieges erlebte Thumm am Oberrhein, wo die 5. Infanterie-Division zur Sicherung gegen mögliche französische Angriffe eingesetzt war. Ab dem 10. Mai 1940 kämpfte Thumm im Frankreichfeldzug und wurde am 13. Juni 1940 mit der Führung des Infanterie-Regiments 56 der 5. Infanterie-Division beauftragt. Die Division blieb bis Ende März 1941 als Besatzungstruppe in Frankreich und wurde dann nach Ostpreußen verlegt.
Im Rahmen der Heeresgruppe Nord (später Heeresgruppe Mitte) nahm Thumm ab dem 22. Juni 1941 am Russlandfeldzug teil, weiterhin als Kommandeur des Infanterie-Regiments 56. Am 1. Oktober 1941 erfolgte die Beförderung zum Oberst (mit Rangdienstalter 1. Oktober 1940). Von November 1941 bis Ende Januar 1942 wurde Thumms Einheit in Frankreich zu einem Jäger-Regiment umgegliedert, ebenso wurde aus der 5. Infanterie-Division die 5. Jäger-Division formiert. Ab 7. Februar 1942 wurde sein Regiment als erste Einheit der Division wieder an der Ostfront eingesetzt, diesmal im Großraum Staraja Russa, wo es bis zum Dezember 1943 zahlreiche schwere Kämpfe zu bestehen hatte. Am 5. Januar 1943 übernahm Helmut Thumm das Kommando über die 5. Jäger-Division und wurde am 1. März 1943 unter Beförderung zum Generalmajor  zu deren Kommandeur ernannt. Am 1. September 1943 erfolgte die Beförderung zum Generalleutnant. Unter seiner Führung folgten weitere Kampfeinsätze, ab Dezember 1943 im Raum Witebsk und ab Ende Februar 1944 im Raum Kowel-Pripjet-Bug. Am 17. August 1944 übergab Thumm die Division seinem Nachfolger und wurde vorerst in die Führerreserve versetzt. Am 1. November 1944 erhielt er dann die Führung des LXIV. Armeekorps, welches im Rahmen der 19. Armee im Elsass und am Oberrhein eingesetzt war. Am 1. Januar 1945 erfolgte die Ernennung zum General der Infanterie.
Weil Thumm sich über einen Befehl des „Oberbefehlshabers Oberrhein“, Heinrich Himmler, hinweggesetzt hatte und Hitlerjungen nicht in den Kampfeinsatz schickte, wurde er am 15. Januar 1945 als Kommandierender General abgesetzt und hielt sich seitdem in seinem Heimatort auf, wo er am 19. April 1945 von alliierten Truppen verhaftet wurde. Die anschließende Kriegsgefangenschaft verbrachte er u. a. im britischen Special Camp 11. Seine Entlassung erfolgte 1947.
Helmut Thumm lebte dann wieder in Württemberg und beteiligte sich u. a. an der Abfassung der Geschichte der 5. Jäger-Division. Er verstarb im Alter von 81 Jahren.

## Auszeichnungen
- Eisernes Kreuz (1914) II. und I. Klasse
- Verwundetenabzeichen (1918) in Schwarz
- Spange zum Eisernen Kreuz II. und I. Klasse
- Ritterkreuz des Eisernen Kreuzes mit Eichenlaub[1]
  - Ritterkreuz am 30. Juni 1941
  - Eichenlaub am 23. Dezember 1942 (166. Verleihung)

## Werke
- Der Weg der 5. Infanterie- und Jäger-Division 1921–1945. Bildband. Podzun-Pallas-Verlag, Bad Nauheim 1976.